# Bonshommes de neige (BD, 1948)
Pour les articles homonymes, voir Bonhomme de neige.
Bonshommes de neige est un album de bande dessinée de Samivel paru en 1948.

## Une expérience graphique
L'album original est de format carré. Il n'y a pas de phylactères, mais un récit en dessous des cases, toujours au style indirect. Les planches sont en noir et blanc, trait fin à la plume, parfois légèrement tremblé, contrastant avec de grands aplats noirs créant des contrastes puissants : le ciel et l'eau sont noirs, presque tout le reste est d'une blancheur de neige. Le graphisme des personnages et des objets est humoristique, avec des déformations et des détails grotesques, un peu comme celui d'Albert Dubout. L'inventivité formelle est constante.

## Synopsis
Deux alpinistes, Samovar et Baculot, décident de quitter la civilisation et de partir à ski de randonnée se réfugier « dans les dernières étendues vierges, refuges de la Solitude et du Silence ». Mais celles-ci viennent d'être bouleversées par l'implantation d'une station de sports d'hiver du nom de Miraneige. Accueillis triomphalement à la faveur d'un quiproquo, Samovar et Baculot sont contraints d'endosser le rôle de deux champions de ski durant les festivités qui s'ensuivent. C'est l'occasion de passer en revue toute une galerie de personnages pittoresques : le dynamique propriétaire de l'hôtel, sa femme et sa fille, le médecin de la station, son moniteur de ski, la starlette, le lord alcoolique, l'ingénieur (« sorti premier de Polytechnique »), etc. Mais la montagne n'apprécie guère ces nouveautés et tout cela finira (plus ou moins) mal.